# Billy Hamilton
William Robert Hamilton (Bangor, 1957. május 9.  – ) északír válogatott labdarúgó, edző.

## Pályafutása

### Klubcsapatban
1975-től 1978-ig a Linfield csapatában játszott, melynek színeiben 1978-ban megnyerte az északír bajnokságot és a kupát. Az 1978–79-es szezonban a Queens Park Rangers játékosa volt. 1979 és 1984 között a Burnley-t erősítette. 1984 és 1987 között az Oxford Unitedben szerepelt és 1986-ban megnyerte az angol ligakupát. 1987 és 1989 között az ír Limerick játékosa és edzője volt. 1989-ben a Coleraine, majd a Sligo Rovers csapatában játszott. 1989-től 1992-ig a Lisburn Distillery játékosedzője volt.

### A válogatottban
1979 és 1986 között 41 alkalommal szerepelt az északír válogatottban és 5 gólt szerzett. Részt vett az 1982-es világbajnokságon, ahol minden mérkőzésen a kezdőben kapott helyet és az Ausztria elleni találkozón két gólt szerzett. Az 1986-os világbajnokságon az Algéria elleni csoportmérkőzésen kezdőként lépett pályára. A Spanyolország és a Brazília elleni találkozón csereként állt be.

### Edzőként
1987 és 1989 között a Limerick játékosedzője volt. 1989 és 1995 között a Lisburn Distillery csapatánál dolgozott, 1992-ig játékosként, majd azt követően 1995-ig játékosedzőként.  

## Sikerei, díjai
Linfield FC
- Északír bajnok (1): 1977–78
- Északír kupagyőztes (1): 1977–78

Oxford United
- Angol ligakupagyőztes (1): 1984–85